# Bad Blood (álbum)
Bad Blood —en español: Sangre Mala— es el álbum debut de la banda británica Bastille, lanzado el 4 de marzo de 2013 por Virgin Records Ltd. en Reino Unido y por Universal Music Group internacionalmente (excepto Estados Unidos).
El álbum debutó en el primer puesto en las listas de UK Albums Chart la primera semana de su lanzamiento. Una versión extendida del álbum, All This Bad Blood, fue lanzada el 25 de noviembre de 2013 y fue promocionada por el sencillo "Of The Night".
El álbum también fue nominado como Álbum británico del año en los BRIT Awards 2014.

## Lista de canciones
- Edición estándar

| Bad Blood |                              |              |          |  |
| N.º       | Título                       | Escritor(es) | Duración |  |
| 1.        | «Pompeii»                    | Dan Smith    | 3:34     |  |
| 2.        | «Things We Lost In The Fire» | Dan Smith    | 4:01     |  |
| 3.        | «Bad Blood»                  | Dan Smith    | 3:33     |  |
| 4.        | «Overjoyed»                  | Dan Smith    | 3:26     |  |
| 5.        | «These Streets»              | Dan Smith    | 2:55     |  |
| 6.        | «Weight Of Living, Pt. II»   | Dan Smith    | 2:55     |  |
| 7.        | «Icarus»                     | Dan Smith    | 3:45     |  |
| 8.        | «Oblivion»                   | Dan Smith    | 3:16     |  |
| 9.        | «Flaws»                      | Dan Smith    | 3:39     |  |
| 10.       | «Daniel In The Den»          | Dan Smith    | 3:09     |  |
| 11.       | «Laura Palmer»               | Dan Smith    | 3:06     |  |
| 12.       | «Get Home / Hidden Track»    | Dan Smith    | 3:11     |  |

| Bad Blood - The Extended Cut |                                                   |              |          |  |
| N.º                          | Título                                            | Escritor(es) | Duración |  |
| 13.                          | «Weight Of Living, Pt. I»                         | Dan Smith    | 3:26     |  |
| 14.                          | «The Silence»                                     | Dan Smith    | 3:52     |  |
| 15.                          | «Laughter Lines»                                  | Dan Smith    | 4:02     |  |
| 16.                          | «Bad Blood» (Live Piano Version)                  | Dan Smith    | 3:28     |  |
| 17.                          | «Things We Lost in the Fire» (Abbey Road Session) | Dan Smith    | 4:01     |  |
| 18.                          | «Laura Palmer» (Abbey Road Session)               | Dan Smith    | 3:02     |  |
| 19.                          | «Flaws» (Live Acoustic Version)                   | Dan Smith    | 3:38     |  |
| 20.                          | «Flaws» (Live at Abbey Road) (video)              | Dan Smith    | 4:19     |  |
| 21.                          | «Overjoyed» (music video)                         | Dan Smith    | 3:43     |  |
| 22.                          | «Bad Blood» (music video)                         | Dan Smith    | 3:47     |  |
| 23.                          | «Flaws» (music video)                             | Dan Smith    | 3:41     |  |
| 24.                          | «Pompeii» (music video)                           | Dan Smith    | 3:52     |  |

## Créditos
- Daniel Campbell Smith – Voz, teclados
- Kyle Jonathan Simmons – Teclados, coros, guitarra
- Will Farquarson – Bajo, guitarra, coros
- Chris 'Woody' Wood – Coros, batería

- Datos: Q11756808